# Tagora patula
Tagora patula är en fjärilsart som beskrevs av Walker 1855. Tagora patula ingår i släktet Tagora och familjen Eupterotidae. Inga underarter finns listade i Catalogue of Life.